# Messier 35
Messier 35 (också känd som M35 och NGC 2168) är en öppen stjärnhop i stjärnbilden Tvillingarna. Den upptäcktes av Jean-Philippe de Cheseaux år 1745, och oberoende av detta även upptäckt av John Bevis någon gång före 1750.
Hopen är utspridd över en yta på himlen nästan lika stor som fullmånen och är belägen 2 800 ljusår bort från jorden. M35:s massa har beräknats genom en statistisk teknik baserat på hastigheten på egenrörelsen hos dess stjärnor. Massan i hopens centrala 3,75 parsec befanns motsvara 1 600-3 200 solmassor. 